# Diacetylen
Diacetylen, butadiyn, C
4H
2 – organiczny związek chemiczny, wysoce nienasycony węglowodór, którego cząsteczka zawiera trzy wiązania pojedyncze i dwa wiązania potrójne. Jest pierwszym przedstawicielem szeregu poliynów.

## Występowanie
Diacetylen został zidentyfikowany w atmosferze Tytana i w mgławicy protoplanetarnej Westbrook metodami spektroskopowymi. Związek powstaje w atmosferze Tytana głównie przez reakcję acetylenu i rodnika etynylu C
2H•
, powstającego podczas fotolizy acetylenu. Rodnik ten może atakować wiązanie potrójne i reaguje wydajnie w niskiej temperaturze. Diacetylen został wykryty także na Księżycu.

## Otrzymywanie
Związek ten można otrzymać przez dehydrochlorowanie 1,4-dichloro-2-butynu wodorotlenkiem potasu w niskiej temperaturze:
ClCH
2C≡CCH
2Cl → HC≡C−C≡CH